# Danny Steele (Schauspieler)
Danny Steele (* 1974) ist ein britischer Theater- und Filmschauspieler, Synchronsprecher und Komiker.

## Leben
Steele machte eine Ausbildung zum Krankenpfleger. Seine ersten Schritte in der Unterhaltungsbranche ging er als Stand-up-Comedian und Improvisationstheaterdarsteller. Später nahm er Schauspielunterricht und absolvierte 2013 die Royal Academy of Dramatic Art.
Er übernahm jeweils eine Kleinstrolle in den Blockbustern Star Wars: Episode II – Angriff der Klonkrieger als Senator Quarren im Jahr 2002 und in Star Wars: Episode III – Die Rache der Sith als Tundra Dowmeia im Jahr 2005. Nach vielen Jahren Pause vom Schauspiel sah man ihn 2014 in dem Spielfilm Night Bus und dem Kurzfilm Mohammed. Außerdem wirkte er ab 2015 in verschiedenen Theaterproduktionen mit. 2019 lernte er für seine Rolle des John in dem Spielfilm L'Âge d'Or Französisch. Im selben Jahr spielte er die Rolle des Floyd in dem Science-Fiction-Film Invasion Planet Earth – Sie kommen!, der gemeinsam mit seiner Therapiegruppe und ihrem Therapeuten von Außerirdischen entführt und auf ihrer Reise geheilt wird.

## Filmografie (Auswahl)
- 2002: Star Wars: Episode II – Angriff der Klonkrieger (Star Wars: Episode II – Attack of the Clones)
- 2005: Star Wars: Episode III – Die Rache der Sith (Star Wars: Episode III – Revenge of the Sith)
- 2014: Night Bus
- 2014: Mohammed (Kurzfilm)
- 2015: Chicken
- 2016: Red (Kurzfilm)
- 2016: The Con Game (Kurzfilm)
- 2017: Cold Callers (Fernsehfilm)
- 2017: The Prague Provision (Kurzfilm)
- 2019: L'Âge d'Or
- 2019: Sentence (Fernsehserie; auch Produktion)
- 2019: Invasion Planet Earth – Sie kommen! (Invasion Planet Earth)
- 2019: One Room (Kurzfilm)
- 2020: Raw Terror (Fernsehserie, Episode 1x04)

## Theater (Auswahl)
- 2015: In The Eyes Of My Heart, Regie: Rachel Creeger (5Min Festival, Lost Theatre)
- 2015: Oil Can, Regie: Gavin Dent (The Pensive Federation, Tristan Bates Theatre)
- 2015: Richard III, Regie: Ron Song Destro (Oxford Shakespeare Company)
- 2016: The Goblin King, Regie: Jo Greaves (Underexposed Theatre)
- 2016: Same Difference, Regie: James Stone (Fine Mess at the Park Theatre)
- 2016: Woman Of An Unsound Mind, Regie: Dannie Lu Carr (Theatre N16)
- 2017: Dead Artists Are Better, Regie: Florence Bell (Brave New World)
- 2017: The Dressing Loom: Foreign Goods, Regie: Alice Kornitzer (Pokfulam Road Productions/Theatre 503)
- 2017: Outbursts, Regie: Liz Bishop (MB Productions)
- 2018: Dreamscape, Regie: Miriam Higgins (Leaning House Productions)